# Sun Ribo
Sun Ribo (en chino: 孙 日波; Zhangwu, 8 de diciembre de 1976) es una deportista china que compitió en biatlón. Ganó una medalla de plata en el Campeonato Mundial de Biatlón de 2005, en la prueba de 15 km individual.
Participó en tres Juegos Olímpicos de Invierno, en los años 1998 y 2006, ocupando en Nagano 1998 el séptimo lugar en el relevo femenino.

## Palmarés internacional
| Campeonato Mundial | Campeonato Mundial   | Campeonato Mundial | Campeonato Mundial |
| Año                | Lugar                | Medalla            | Prueba             |
| ------------------ | -------------------- | ------------------ | ------------------ |
| 2005               | Hochfilzen (Austria) | Medalla de plata   | Individual         |